# 秦芷瑤
秦芷瑤英語：，12月9日，香港女藝人及主持。2013參選中華文化小姐全球大賽獲最佳活力奬入行。前亞洲電視簽約藝員 。

## 簡歷
- 秦芷瑤（Rose）由亞視跳糟到無綫做臨時演員 [6]

- 2015年參選2015年度亞洲小姐競選港澳賽區[7]

- 2017年隻身前往國內參演多部電影

《絕地重生之黎明》飾演：千洛 女一
《詭檔案》飾演：艾文清 女二
《十裏飄雪十裏夢》飾演：魅影 女反一
《100分女人》飾演：思琦
《給兒子的一封信》飾演：劉琳 女一
《我和女神有個約會》飾演：春雨 女二
- 2018年回港後正式加入ATV亞洲電視， 成為亞洲電視經理人合約藝員，首個參演的電視節目為陳志雲主持的《百萬富翁》2018節目內的百萬女郎Rose Money，身份令人印象深刻，而被受大眾注目。 [8] 。其後以ATV亞洲電視主持人的身份，嘗試不同類型的節目，A1台 自家制節目《今晚見》、《今晚夜啲見》、《A1娛》等

## 電影
- 2020 電影《極闘8 十字狙蹤》飾演：JOEY

- 2019 網絡電影《我和女神有個約會》飾演：春雨-女二

- 2018 院線電影《 100分女人》飾演：思琦

- 2018 公益電影：《給兒子的一封信》飾演：劉琳-女主角

- 2017 院線電影《詭檔案》飾演：艾文清-女二

- 2017 網絡大電影《絕地重生之黎明》飾演：千洛-女主角

- 2017 網絡大電影《十里飄雪十里夢》飾演：魅影

- 2017 網絡大電影《血戰銅鑼灣3》 飾演：螳螂嫂

- 2013 太珍棧代言微電影女主角

- 2017 電影《最佳男友進化論》飾演：范凡女友

- 2017 電影《拆彈專家》飾演：人質

- 2016 電影《賭城風雲》飾演：女賓客

- 2014 電影《大茶飯》 飾演：女伴

## TVB劇集
- 2023《一舞傾城》飾演：周小雲
- 2019《愛回家之開心速遞》

第808集 飾演：靚女    第917集 飾演：孖發   第939集 飾演：中醫師
- 2017《宫》飾演：飾演：貴妃
- 2017《全職沒女》飾演：南南
- 2017《跳躍生命線》飾演：𡃁模
- 2015《使徒行者》飾演：空姐
- 2014《舌劍》飾演：村民
- 2014《on call36小時》飾演：謢士
- 2013《爱回家》飾演：婚禮姊妹

## 網絡劇
2019《破冰行動》 飾演：女警
2019 《入口》飾演：CAESAR
2022 《黑金風暴》

## ATV主持工作
- 2018 亞洲電視《百萬富翁》2018 百萬女郎 ROSE MONEY

- 2018 亞洲電視《今晚見》外景主持

- 2018 亞洲電視《A1娛頭》主持

- 2018 全明星格鬥拳賽拳賽發佈會

## 主持工作
- 2019中港澳悠遊媒體節目

《黃總飯局》 
《掃貨達人》
《FUN享天地》
2018《港飲港食》飲食節目
2018《唯美天使》選舉大賽
迎新2017慈善拍賣晚宴及十大傑出頒獎典禮（擔任策劃總監）
2016香港龍成同鄉會成立三週年慶典（擔任策劃總監及主持）
2016一帶一路發展基金成立典禮2016澳門威尼斯健康產業博覽會

## 廣告 及 代言人
2013-2016太珍棧代言人
2013-2014羅寶錶代言人
2013-2016台灣水美鳳科技有限公司代言人
2015-2015日本PAO瘦面棒廣告
2017-2018韓國醫院專用Dr.Rainbow廣告
2017-2018飛利浦音響器材廣告
2019 中銀人壽保險宣傳片
2019 康迪水素機
2019 萬希泉腕錶 月刊(模特兒)

## HKTV劇集
- 2014 《選戰》飾演：曾偉權 祕書
- 2014《三面型醫》飾演：護士
- 2014《警介線》飾演：CID
- 2014《惡毒老人同盟》飾演：模特兒

## 香港電台
2015 香港電台《監警有道》飾演：新聞女主持

## 舞台劇
2013 舞台劇《變心》飾演：龍嫂

## 外部連結
- 秦芷瑤的Instagram帳戶